# Lepanthes mendozae
Lepanthes mendozae là một loài thực vật có hoa trong họ Lan. Loài này được Luer & D'Aless. mô tả khoa học đầu tiên năm 1998.